# John Morris (geólogo)
John Morris (Homerton, Londres, 19 de febrero de 1810 - Londres, 7 de enero de 1886 ) fue un paleobotánico, geólogo y paleontólogo inglés.
Comenzó a trabajar en el negocio farmacéutico químico. Tempranamente publicó observaciones sobre el Terciario y depósitos post-terciarios en el valle del Támesis, y de fósiles de plantas y de variados invertebrados, en Magazine of Natural History, Annals of Natural History y otras publicaciones científicas. En 1845 realizó su Catalogue of British Fossils (2ª ed. 1854), una obra esencial sobre Geología. También fue autor, con John Lycett, de A Monograph of Mollusca from the Great Oolite (Palaeontographical Soc. 1850-53). En 1855 fue nombrado profesor de Geología en la University College de Londres, puesto que conserva hasta 1877. Entre 1868 y 1870 y de 1877 a 1878 fue presidente de la «Asociación de Geólogos».
Falleció en Londres el 7 de enero de 1886.

## Honores
Fue galardonado con la Medalla Lyell, por la Geological Society of London en 1876, y fue hecho Honorable M.A. de Cambridge en 1878 en reconocimiento a sus servicios como asistente.

### Epónimos
- (Agavaceae) Agave morrisii Baker[1]
- (Amaryllidaceae)  × Sydneya morrisii Traub[2]
- (Orchidaceae) Pleurothallis morrisii Fawc. & Rendle[3]

- La abreviatura «Morris» se emplea para indicar a John Morris como autoridad en la descripción y clasificación científica de los vegetales.[4]